# Espai Natural de les Guilleries-Savassona
L’Espai Natural Guilleries-Savassona és un dels 14 espais protegits de l'Àrea d'Espais Naturals i Infraestructura Verda i forma part de la Xarxa de Parcs Naturals protegits, promoguts i gestionats per la Diputació de Barcelona. La seva extensió és de 8.376 hectàrees i està situat a la comarca d'Osona. Contacta amb el Collsacabra pel Nord, amb la plana de Vic per ponent, amb els contraforts del Montseny pel Sud i amb la comarca de la Selva per orient. Comprèn dos espais naturals inclosos en el PEIN: les Guilleries i Savassona que tenen la particularitat de trobar-se a la zona de transició de dues regions: el sistema transversal i el mediterrani.
L'Espai Natural de les Guilleries-Savassona forma part dels municipis de Folgueroles, Sant Julià de Vilatorta, Tavèrnoles, Vilanova de Sau i Sant Sadurní d'Osormort. Pertany a la Xarxa de Parcs Naturals de la Diputació de Barcelona i és gestionat des de l'any 1998 per un consorci format pels cinc ajuntaments i la Diputació de Barcelona i es regeix pel Pla especial aprovat el 2004.

## Medi físic
L'Espai Natural de les Guilleries-Savassona gaudeix d'una situació privilegiada, ja que està situada a una zona de contacte entre la regió mediterrània i l'eurosiberiana o centreeuropea. Es distingeixen tres unitats paisatgístiques: les Guilleries, Savassona i el Collsacabra. Les formacions muntanyoses es troben cobertes majoritàriament de bosc, amb combinacions diverses d'alzinar, roureda i pineda. A les zones de menys pendent, el bosc s'alterna amb prats i cultius. Singularitzen el paisatge la roca despullada i l'embassament de Sau, amb la seva àrea d'influència.

## Flora
Es poden diferenciar dues àrees boscoses: els boscos de les Guilleries, densos i humits amb predomini del roure; i els boscos de Savassona, més àrids, amb sotabosc menys poblat i domini de l'alzina i del pi. A zones especialment obagues i humides, s'instal·la el freixe i el faig. Cal destacar que als fons de les valls, amb torrents i cursos d'aigua permanents, trobem boscos en galeria o boscos de ribera com, per exemple, salzedes, oms i vernedes. L'explotació forestal constitueix un recurs econòmic important a l'àrea.

## Fauna
El contacte entre la regió mediterrània a les parts més baixes i la regió eurosiberiana a les cotes més altes confereix un caràcter singular a la fauna d'aquest espai.
Els ocells forestals constitueixen un dels principals patrimonis de la zona amb espècies remarcables com l'esparver i l'àliga marcenca que nia a la zona, procedent de l'Àfrica. Tampoc hi manquen petits mamífers com la rata cellarda o l'esquirol i les espècies més comunes com la guineu, la geneta i el porc senglar.
Hi abunden també espècies com ara el rossinyol, el raspinell, les mallerengues i el pica-soques blau, el cucut i el gamarús eurasiàtic. Els rèptils característics d'aquests ambients boscosos són el llangardaix verd i la serp d'Esculapi. Altres espècies característiques d'aquest bosc són l'eriçó comú, el talpó roig, el talpó muntanyenc i el liró gris.

## Mitjà socioeconòmic
Als municipis de l'Espai Natural, el sector primari ha passat a conviure amb un cert desenvolupament industrial i del sector serveis. Encara que es manté l'activitat agrícola, forestal i ramadera, s'ha produït un abandonament progressiu del sector primari motivat per les dificultats associades a les peculiaritats físiques del territori, la manca de mà d'obra qualificada i la dificultat per incorporar noves tècniques i aconseguir productes més competitius.